# 李氏音鉴
《李氏音鉴》（简称《音鉴》）是清人李汝珍的一部音韵学著作。书成于嘉庆十年(1805)。
全书共六卷。前五卷为通论，采用问答形式讨论了反切、韵书、四声、方言等三十三个有关音韵方面的问题。引书繁多，文辞浩繁。第六卷是一部韵图《字母五声图》。:944、945

## 音系性质
李汝珍生于北京大兴，成年后长期在江苏海州居住。作者在“凡例”中说：“此编悉以南北方音兼列，唯素喻南北方音者观之，始能了然矣。”根据现代学者的研究，《音鉴》前五卷的叙述中，列举了较多的方言分歧现象，增加了方言的地域覆盖面；而《字母五声图》中则保留了基本完整的北京话音系，再兼列了小部分海州语音（属江淮官话）的特点。结合《字母五声图》和《音鉴》中的“北音入声论”等论述内容，就可以获得十八世纪末北京音系的一个完整记录。:37、61

## 十八世纪末北京话音系
《音鉴》中归纳出的十八世纪末北京话音系，和今天的普通话音系大同小异。
此外，还有一些字组的读音有些不同，如“哥”读go/[kɔ]，“科何娥”等与此相同；“蒙”读mong/[muŋ]，“风蓬翁”等与此相同。

### 声母系统
《音鉴》分声母为三十三个，用一首《行香子》词标出声母标目：“春满尧天，溪水清涟。嫩红飘，粉蝶惊眠。松峦空翠，鸥鸟盘翾，对酒陶然。便博个，醉中仙。”
为便于反切，并能“兼列南北方音”，作者很在意洪音和细音的区别，同一个声母如果既可以拼洪音也可以拼细音，就分拆成两个声母，如“满”和“眠”，称为粗音和细音。作者又在“南北方音论”中说：“北音不分香厢、姜将、羌枪六母。”即当时北京话中尖团音已经合流。据此可以简化为22个声母，跟今天的普通话完全一样。:154

### 韵母系统
李汝珍同样把韵母分为粗音和细音两类。粗音圆唇，细音展唇。声、韵母的粗细与四呼有关：粗音声母配细音韵母，即开口呼；细音声母配细音韵母，即齐齿呼；粗音声母配粗音韵母，即合口呼；细音声母配粗音韵母，即撮口呼。
经过归纳，《音鉴》中的韵母与普通话韵母基本一致，只多出了[iaɪ]/iai和[yɔ]/üo两个韵母，少了一个[yɛ]/üe。:99

### 声调
《字母五声图》中，分声调为阴平、阳平、上声、去声、入声五类，入声与阳声韵相配。但作者已在“北音入声论”中说明北京话中已经没有了入声，而是归入阴、阳、上、去四声，与普通话声调一致。
李汝珍设入声，可能有兼列南音和便于学习诗词平仄等原因。:108

## 《镜花缘》
李汝珍的小说《镜花缘》中多次提到音韵学。第三十一回中，唐敖等人从歧舌国得到了一张记录音韵的字母表，上有“张真中珠招斋知遮诂毡专”等字。这字母表就出自《李氏音鉴》。
有学者认为，《李氏音鉴》在当时传播很广、影响很大，嘉庆十五年1810刊行后，同治七年（1868）重刊，光绪十四年（1888）又重刊，一本纯学术著作如此畅销，和《镜花缘》的广告宣传不无关系。:148